# 무한궤도

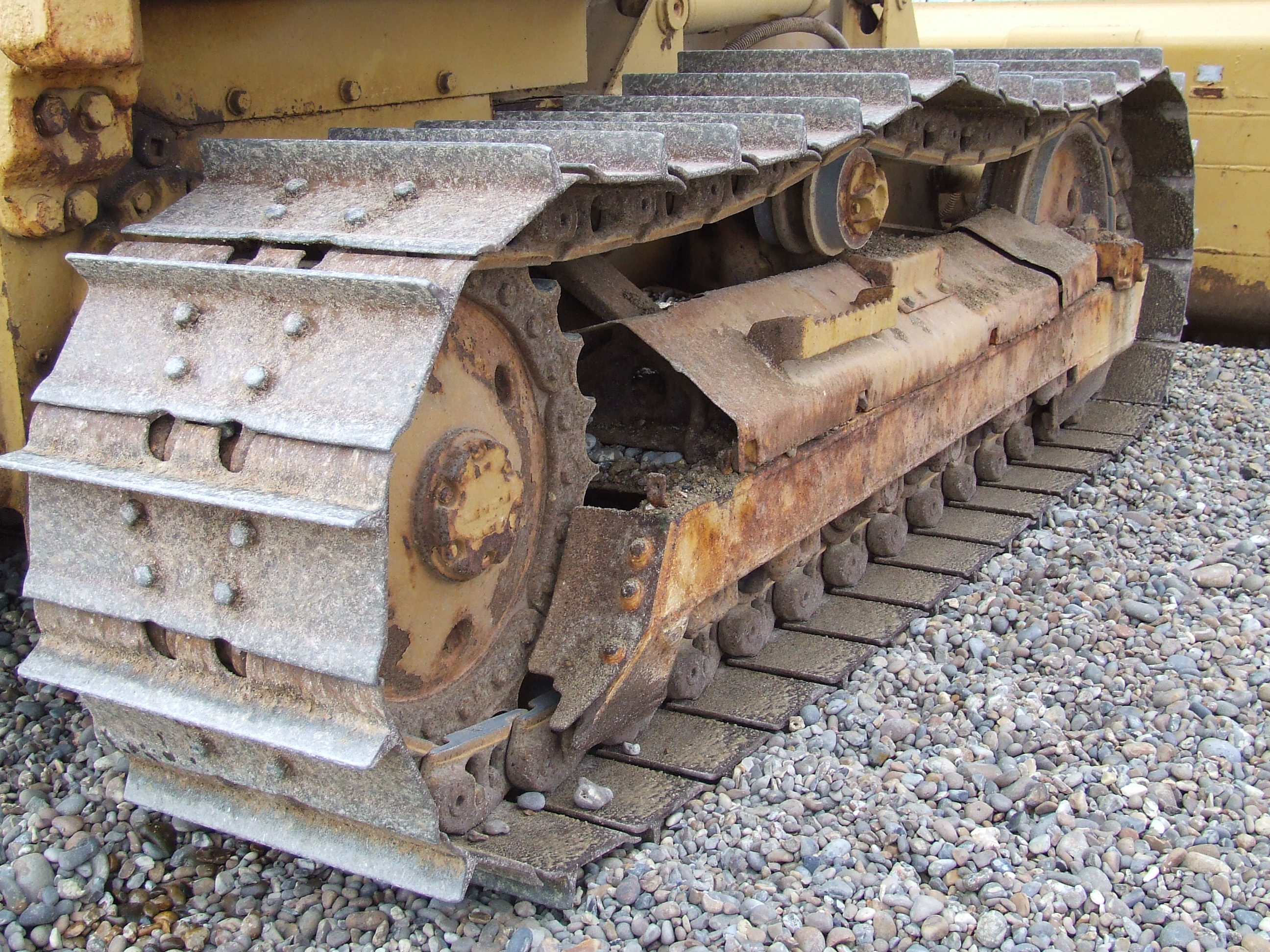

무한궤도(無限軌道) 또는 캐터필러 궤도(영어: continuous tracks 또는 caterpillar tracks)는 2개 이상의 바퀴와 그 둘레에 두른 판을 사용하는 무한궤도 차량(tracked vehicles)에서 사용되는 추진 방식이다. 바퀴에 두르는 판은 보통 군사용 차량의 경우 조립식 철판으로 만들고, 농업용이나 건설용 차량은 철사로 보강한 고무판을 쓰기도 한다. 무한궤도는 표면적이 넓기 때문에, 타이어보다 차량의 무게를 분산시키기 용이하다. 때문에 무한궤도 차량은 무른 땅에서도 가라앉거나 갇히지 않을 수 있다.
무한궤도는 1770년 이전부터 존재했으며, 불도저, 굴착기, 로더, 전차, 트랙터 등 주로 지압이 낮은 환경에서 미끄러지지 않아야 하는 차량에 적용되어 사용되고 있다.

## 같이 보기
- 굴착기
- 반궤도차
- 나사 추진 차량
- 설상차